# Ophelosia mcglashani
Ophelosia mcglashani är en stekelart som beskrevs av Berry 1995. Ophelosia mcglashani ingår i släktet Ophelosia och familjen puppglanssteklar. Inga underarter finns listade i Catalogue of Life.